# Ambazoa
Ambazoa is een plaats en commune in het zuiden van Madagaskar, behorend tot het district Ambovombe, dat gelegen is in de regio Androy. Tijdens een volkstelling in 2001 telde de plaats 13.349 inwoners.
De plaats biedt enkel lager onderwijs aan. 38% van de bevolking werkt er als landbouwer, 35% houdt zich bezig met veeteelt en 25% verdient zijn brood als visser. De meest belangrijke landbouwproducten zijn mais en cowpeas, overige belangrijke producten zijn erwten, maniok en zoete aardappelen. Verder is 2% actief in de dienstensector.